# Euphylidorea nevadensis
Euphylidorea nevadensis là một loài ruồi trong họ Limoniidae. Chúng phân bố ở miền Tân bắc.